# Estadi Larbi Zaouli
L'Estadi Larbi Zaouli (àrab: ملعب العربي الزاولي, Malʿab al-ʿArbī az-Zāwlī) és un estadi esportiu de la ciutat de Casablanca, al Marroc.
És la seu del club TAS de Casablanca. Té una capacitat per a 30.000 espectadors.